# Фуксас, Массимилиано
Массимилиано Фуксас — итальянский архитектор и дизайнер.

## Биография
Родился в семье литовского еврея и итальянки, имевшей французские и немецкие корни в Риме. 
Член комиссий по планированию Берлина и Зальцбурга, академик, командор ордена Искусств и лауреат множества премий. 
Был директором VII Венецианской биеннале и со скандалом оставил этот пост. Практикует с 1967 года. 

Дом юстиции в Тбилиси

Среди работ бюро Фуксаса – учебный центр во Флоренции, выставочный павильон в Милане, башня Armani Ginza в Токио, Центр Мира Шимона Переса в Яффе, музыкальный театр и Дом Юстиции в Тбилиси, аэропорты в Шэньчжэне и Геленджике, другие объекты..
Супруга - Дориана О. Мандрелли, выпускница университета La Sapienza, искусствовед, вместе с Массимилиано с 1985 года.